# Karel II van Albret
Karel II van Albret (1407-1471) was van 1415 tot aan zijn dood heer van Albret en graaf van Dreux. Hij behoorde tot het huis Albret.

## Levensloop
Karel II was de oudste zoon van heer Karel I van Albret uit diens huwelijk met Maria van Sully. In 1415 sneuvelde zijn vader in de Slag bij Agincourt, waarop Karel hem opvolgde als heer van Albret en graaf van Dreux. Deze laatste functie was echter titulair, aangezien Dreux na Azincourt werd ingenomen door de Engelsen. Als aanhanger van de Armagnacs steunde Karel dauphin Karel, de latere koning Karel VII van Frankrijk. 
Zijn link met de Armagnacs werd versterkt toen hij in 1417 huwde met Anna (1402-1473), dochter van graaf Bernard VII van Armagnac, naar wie deze factie was vernoemd.
Karel was lid van de Koninklijke Raad van Karel VIII en speelde in 1427 samen met Arthur van Richmond en Yolande van Aragón een belangrijke rol bij het opzijschuiven van Pierre de Giac, een impopulaire favoriet van Karel VII. Deze werd kort nadien geëxecuteerd via verdrinking. Ook nam Karel II deel aan de militaire campagnes van Jeanne d'Arc en werd hij benoemd tot luitenant van de provincie Berry. Nadat het graafschap Dreux werd heroverd op de Engelsen, werd hij in 1441 door koning Karel VII opnieuw bevestigd als graaf van Dreux.
Karel II van Albret overleed in 1471. Zijn bezittingen werden geërfd door zijn kleinzoon Alain, de zoon van zijn oudste zoon Jan I, die reeds was overleden.

## Nakomelingen
Karel II en zijn echtgenote Anna kregen zeven kinderen:
- Jan I (1420-1468), burggraaf van Tartas
- Lodewijk (1422-1465), kardinaal
- Arnold Amanieu (overleden in 1463), baron van Lesparre-Médoc
- Karel (overleden in 1473), geëxecuteerd wegens hoogverraad
- Gilles (overleden in 1479), heer van Castelmoron
- Maria (overleden in 1486), huwde in 1456 met graaf Karel I van Nevers
- Johanna (overleden in 1444), huwde in 1442 met hertog Arthur III van Bretagne